# Quintanapalla (kommunhuvudort)
Quintanapalla är en kommunhuvudort i Spanien. Den är belägen i provinsen Provincia de Burgos och regionen Kastilien och Leon, i den norra delen av landet, 220 km norr om huvudstaden Madrid. Quintanapalla ligger 924 meter över havet och antalet invånare är 116.
Terrängen runt Quintanapalla är huvudsakligen platt, men åt nordost är den kuperad. Runt Quintanapalla är det mycket glesbefolkat, med 4 invånare per kvadratkilometer. Närmaste större samhälle är Burgos, 15,8 km sydväst om Quintanapalla. Trakten runt Quintanapalla består till största delen av jordbruksmark.
Kustklimat råder i trakten. Årsmedeltemperaturen i trakten är 10 °C. Den varmaste månaden är augusti, då medeltemperaturen är 20 °C, och den kallaste är januari, med 0 °C. Genomsnittlig årsnederbörd är 891 millimeter. Den regnigaste månaden är november, med i genomsnitt 110 mm nederbörd, och den torraste är augusti, med 7 mm nederbörd.